# PKS Polonia Karwina
PKS Polonia Karwina byl český fotbalový klub polské menšiny z Karviné. Karviná jakožto multietnické město Těšínského Slezska byla domovem četných fotbalových klubů, které jednotlivé skupiny obyvatel zakládaly po první světové válce. Vznikl tehdy velký počet klubů polských, německých, českých a židovských. Nejznámějším a nejsilnějším polským klubem byla PKS Polonia Karwina založena v roce 1919. Po druhé světové válce nedošlo k obnovení německých a židovských klubů.
České a polské kluby nicméně stále existovaly až do padesátých let, kdy v rámci komunistické "optimalizace" sportovního života v Československu byly české kluby sjednoceny do ZSJ OKD Mír Karviná a polská Polonia Karwina sloučena do tohoto klubu.